# Atletismo nos Jogos Olímpicos de Verão de 2008 - 400 m feminino
A competição dos 400 metros rasos feminino nos Jogos Olímpicos de Verão de 2008 aconteceu no dias 16 a 19 de Agosto no Estádio Nacional de Pequim.

## Medalhistas
| Ouro   | GBR Christine Ohuruogu |
| Prata  | JAM Shericka Williams  |
| Bronze | USA Sanya Richards     |

## Recordes
Antes desta competição, os recordes mundiais e olímpicos da prova eram os seguintes:
| Tipo | Atleta           | Tempo   | Local    | Data                 |
| ---- | ---------------- | ------- | -------- | -------------------- |
|      | Marita Koch      | 47.60 s | Camberra | 6 de outubro de 1985 |
|      | Marie-José Pérec | 48.25 s | Atlanta  | 29 de julho de 1996  |

## Resultados

### Ronda 1
| Eliminatória | Pista | Nome                        | País                         | Resultado | Notas |
| ------------ | ----- | --------------------------- | ---------------------------- | --------- | ----- |
| 5            | 8     | Sanya Richards              | USA Estados Unidos           | 50.54     | Q     |
| 7            | 8     | Shericka Williams           | JAM Jamaica                  | 50.57     | Q     |
| 7            | 7     | Tatyana Firova              | RUS Rússia                   | 50.59     | Q     |
| 2            | 6     | Libania Grenot Martinez     | ITA Itália                   | 50.87     | Q, NR |
| 2            | 2     | Amantle Montsho             | BOT Botsuana                 | 50.91     | Q     |
| 5            | 4     | Aliann Pompey               | GUY Guiana                   | 50.99     | Q, SB |
| 1            | 4     | Rosemarie Whyte             | JAM Jamaica                  | 51.00     | Q     |
| 4            | 2     | Christine Ohuruogu          | GBR Grã-Bretanha             | 51.00     | Q     |
| 4            | 4     | Yulia Gushchina             | RUS Rússia                   | 51.18     | Q     |
| 1            | 2     | Christine Amertil           | BAH Bahamas                  | 51.25     | Q, SB |
| 3            | 6     | Anastasia Kapachinskaya     | RUS Rússia                   | 51.32     | Q     |
| 1            | 5     | Ajoke Odumosu               | NGR Nigéria                  | 51.39     | Q, PB |
| 1            | 8     | Deedee Trotter              | USA Estados Unidos           | 51.41     | q     |
| 5            | 5     | Folashade Abugan            | NGR Nigéria                  | 51.45     | Q     |
| 3            | 7     | Mary Wineberg               | USA Estados Unidos           | 51.46     | Q     |
| 6            | 8     | Novlene Williams            | JAM Jamaica                  | 51.52     | Q     |
| 2            | 4     | Carline Muir                | CAN Canadá                   | 51.55     | Q, PB |
| 2            | 4     | Indira Terrero              | CUB Cuba                     | 51.56     | q     |
| 7            | 5     | Rachael Nachula             | ZAM Zâmbia                   | 50.62     | Q     |
| 6            | 3     | Nicola Sanders              | GBR Grã-Bretanha             | 51.81     | Q     |
| 3            | 5     | Lee McConnell               | GBR Grã-Bretanha             | 51.87     | Q     |
| 4            | 6     | Gabriela Medina             | MEX México                   | 51.96     | Q     |
| 7            | 9     | Joy Amechi Eze              | NGR Nigéria                  | 51.97     | q     |
| 2            | 8     | Makelesi Bulikiobo Batimala | FIJ Fiji                     | 52.24     | SB    |
| 4            | 7     | Tamsyn Lewis                | AUS Austrália                | 52.38     |       |
| 7            | 6     | Alissa Kallinikou           | CYP Chipre                   | 52.40     |       |
| 1            | 3     | Tiandra Ponteen             | SKN São Cristóvão e Neves    | 52.41     |       |
| 5            | 6     | Asami Tanno                 | JPN Japão                    | 52.60     |       |
| 5            | 2     | Dimitra Ntova               | GRE Grécia                   | 52.69     |       |
| 6            | 2     | Nwal Eljack                 | SUD Sudão                    | 52.77     | Q     |
| 7            | 4     | Monika Bejnar               | POL Polônia                  | 52.80     |       |
| 6            | 4     | Kineke Alexander            | VIN São Vicente e Granadinas | 52.87     |       |
| 2            | 3     | Mandeep Kaur                | IND Índia                    | 52.88     |       |
| 6            | 5     | Trish Batholomew            | GRN Granada                  | 52.88     |       |
| 3            | 8     | Barbara Petrahn             | HUN Hungria                  | 53.06     |       |
| 3            | 4     | Carol Rodríguez             | PUR Porto Rico               | 53.08     |       |
| 1            | 6     | Antonina Yefremova          | UKR Ucrânia                  | 53.22     |       |
| 4            | 3     | Maria Laura Almirão         | BRA Brasil                   | 53.26     |       |
| 4            | 8     | Joanne Cuddihy              | IRL Irlanda                  | 53.32     |       |
| 5            | 3     | Olga Tereshkova             | KAZ Cazaquistão              | 53.36     |       |
| 3            | 3     | Ginou Etienne               | HAI Haiti                    | 53.94     |       |
| 5            | 7     | Kia Davis                   | LBR Libéria                  | 53.99     |       |
| 6            | 7     | Tsholofelo Thipe            | RSA África do Sul            | 54.11     |       |
| 2            | 7     | Justine Bayigga             | UGA Uganda                   | 54.15     |       |
| 7            | 2     | Sandrine Thiebaud-Kangni    | TOG Togo                     | 54.16     |       |
| 6            | 6     | Klodiana Shala              | ALB Albânia                  | 54.84     |       |
| 6            | 9     | Munguntuya Batgerel         | MGL Mongólia                 | 58.14     |       |
| 7            | 3     | Temalangeni Dlamini         | SWZ Suazilândia              | 59.91     |       |
| 3            | 2     | Rachidatou Seini Maikidou   | NIG Níger                    | 1:03.19   | NR    |
| 4            | 5     | Ghada Ali                   | LBA Líbia                    | 1:06.19   |       |

### Semi-finais
| Eliminatória | Pista | Nome                    | País               | Resultado | Notas |
| ------------ | ----- | ----------------------- | ------------------ | --------- | ----- |
| 2            | 7     | Sanya Richards          | USA Estados Unidos | 49.90     | Q     |
| 1            | 4     | Christine Ohuruogu      | GBR Grã-Bretanha   | 50.14     | Q, SB |
| 1            | 5     | Shericka Williams       | JAM Jamaica        | 50.28     | Q, SB |
| 2            | 4     | Anastasia Kapachinskaya | RUS Rússia         | 50.30     | Q, PB |
| 1            | 7     | Tatyana Firova          | RUS Rússia         | 50.31     | q     |
| 3            | 7     | Yulia Gushchina         | RUS Rússia         | 50.48     | Q     |
| 3            | 6     | Amantle Montsho         | BOT Botsuana       | 50.54     | Q     |
| 3            | 6     | Rosemarie Whyte         | JAM Jamaica        | 50.63     | q     |
| 3            | 9     | Nicola Sanders          | GBR Grã-Bretanha   | 50.71     | SB    |
| 3            | 5     | Libania Grenot Martinez | ITA Itália         | 50.83     | NR    |
| 1            | 6     | Aliann Pompey           | GUY Guiana         | 50.93     | =NR   |
| 2            | 5     | Novlene Williams        | JAM Jamaica        | 51.06     |       |
| 1            | 8     | Mary Wineberg           | USA Estados Unidos | 51.13     |       |
| 3            | 8     | Folashade Abugan        | NGR Nigéria        | 51.30     |       |
| 2            | 6     | Christine Amertil       | BAH Bahamas        | 51.51     |       |
| 1            | 3     | Indira Terrero          | CUB Cuba           | 51.80     |       |
| 2            | 2     | Joy Amechi Eze          | NGR Nigéria        | 51.87     |       |
| 3            | 2     | Deedee Trotter          | USA Estados Unidos | 51.87     |       |
| 2            | 3     | Lee McConnell           | GBR Grã-Bretanha   | 52.11     |       |
| 2            | 9     | Carline Muir            | CAN Canadá         | 52.37     |       |
| 1            | 9     | Ajoke Odumosu           | NGR Nigéria        | 52.45     |       |
| 2            | 8     | Rachael Nachula         | ZAM Zâmbia         | 52.67     |       |
| 1            | 2     | Gabriela Medina         | MEX México         | 52.97     |       |
| 3            | 3     | Nwal Eljack             | SUD Sudão          | 54.18     |       |

### Final
| #                 | Pista | Nome                    | País               | Resultado | Notas |
| ----------------- | ----- | ----------------------- | ------------------ | --------- | ----- |
| Medalha de ouro   | 4     | Christine Ohuruogu      | GBR Grã-Bretanha   | 49.62     | SB    |
| Medalha de prata  | 6     | Shericka Williams       | JAM Jamaica        | 49.69     | PB    |
| Medalha de bronze | 7     | Sanya Richards          | USA Estados Unidos | 49.93     |       |
| 4                 | 5     | Yulia Gushchina         | RUS Rússia         | 50.01     | PB    |
| 5                 | 2     | Rosemarie Whyte         | JAM Jamaica        | 50.68     |       |
| 6                 | 8     | Amantle Montsho         | BOT Botsuana       | 51.18     |       |
| DSQ               | 9     | Anastasia Kapachinskaya | RUS Rússia         | 50.03     | PB    |
| DSQ               | 3     | Tatyana Firova          | RUS Rússia         | 50.11     | SB    |

Legenda
| Recorde mundial      | Recorde mundial (World record)               |                       | Recorde africano                      | Recorde africano (African) |                                           | Q | Classificado por posição (Qualified) |
| Recorde olímpico     | Recorde olímpico (Olympic record)            | Recorde da América    | Recorde da América (Americas)         | q                          | Classificado por melhor tempo (Qualified) |   |                                      |
| Melhor marca do ano  | Melhor marca do ano (World leading)          | Recorde asiático      | Recorde asiático (Asian)              | DNS                        | Não largou (Did not start)                |   |                                      |
| Recorde nacional     | Recorde nacional (National record)           | Recorde europeu       | Recorde europeu (European)            | DNF                        | Não terminou (Did not finish)             |   |                                      |
| Recorde pessoal      | Recorde pessoal do atleta (Personal best)    | Recorde da Oceania    | Recorde da Oceania (Oceania)          | DSQ / DQ                   | Desclassificado (Disqualified)            |   |                                      |
| Recorde da temporada | Recorde da temporada do atleta (Season best) | Recorde sul-americano | Recorde sul-americano (South America) | NM                         | Sem marca (No mark)                       |   |                                      |